# Reposicionamiento de medicamentos

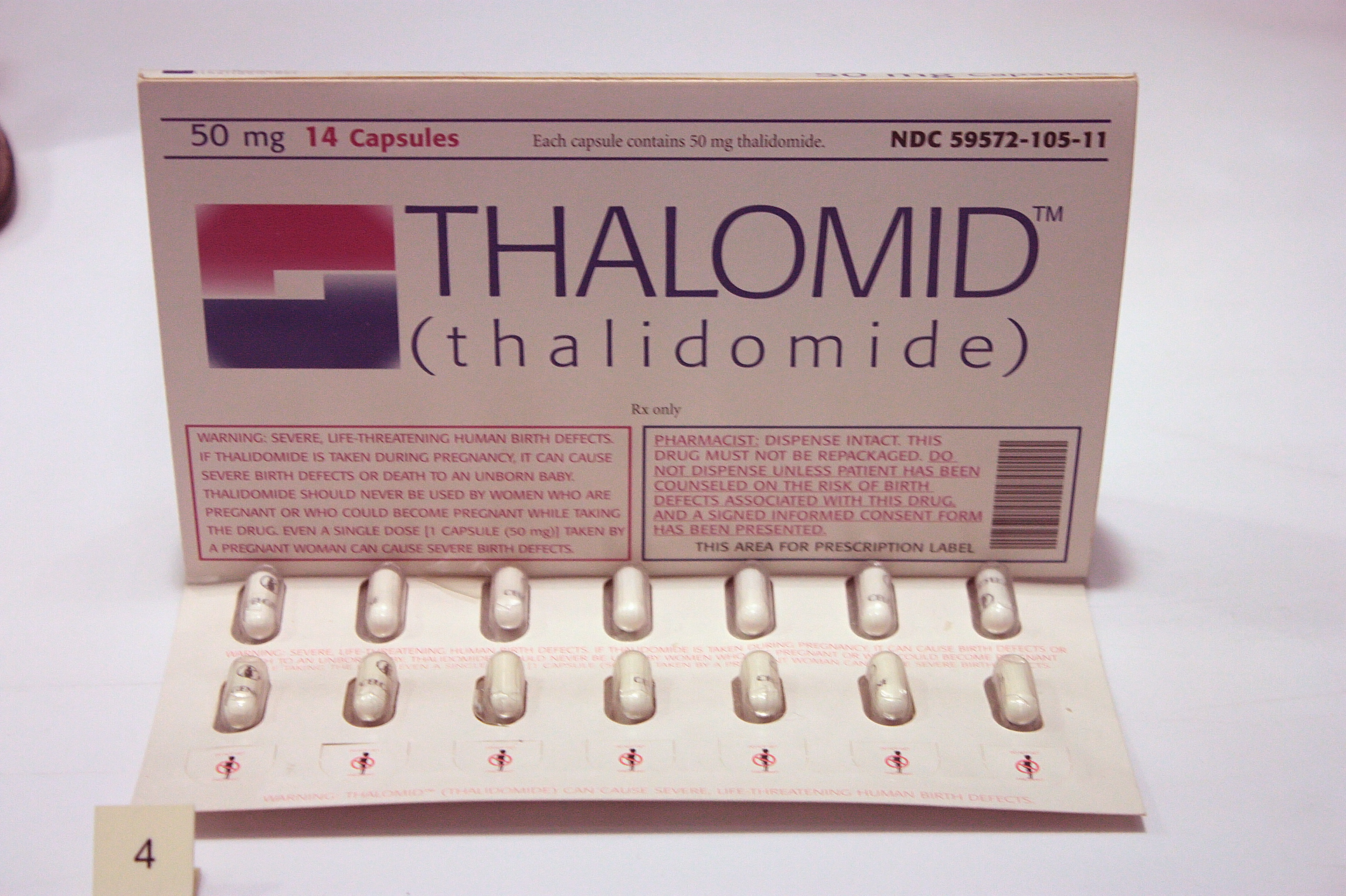
Talidomida, como ejemplo de reposicionamiento de medicamentos.

Se conoce como reposicionamiento de medicamentos (también conocido como readaptación o reperfilación de fármacos) al proceso de desarrollo de un compuesto para su uso en una enfermedad diferente. En ocasiones, un fármaco empleado en un padecimiento resulta tener un efecto beneficioso que a la postre se convierte en el efecto principal. Muchas veces tal efecto se detecta en estudios preliminares, y cuando se tiene suficiente evidencia de su nuevo beneficio el protocolo se cambia para, de ese modo, comenzar uno nuevo y estudiarlo. El caso más sonado de este tipo de eventos es el del Sildenafil, que se empezó a estudiar su efecto antihipertensivo y terminó empleándose en la disfunción eréctil.

## Antecedentes
Un gran problema de la industria biofarmacéutica es que la producción de nuevos fármacos no se ha mantenido al ritmo de los enormes incrementos en el gasto en investigación y desarrollo farmacéutico. Esta brecha en productividad existe a pesar de que las compañías farmacéuticas han invertido grandes cantidades de dinero en nuevas tecnologías que supuestamente ayudarían a crear nuevos medicamentos, tales como el diseño de fármacos basado en estructura, química combinatoria, cribado de alto rendimiento (CAR) y genómica, que se vendieron con la promesa de mejorar la productividad. Por ejemplo, mucho se invirtió en la idea de que la tecnología CAR traería mejoras de 20 veces en el rendimiento. Se han invertido más de 100 millones de dólares hasta la fecha en esta tecnología, pero hasta ahora, ha producido pocos productos.
Este problema de productividad, junto con la presión mundial sobre los precios,  y los cada vez mayores obstáculos normativos, ha obligado a muchos desarrolladores de fármacos a ser más creativos para encontrar nuevos usos y mejores versiones de los medicamentos existentes. Por ejemplo, las formulaciones de liberación prolongada o controlada de fármacos comercializados tienen mejores atributos farmacológicos, como la frecuencia de dosificación, por ejemplo. Las empresas que aprovechan las estrategias de reposicionamiento de medicamentos están aumentando en número.
La razón detrás del reposicionamiento es que el descubrimiento de nuevos medicamentos (de novo) es un proceso largo y costoso, mientras que los medicamentos ya aprobados tienen más probabilidades de ser reutilizados para otra indicación terapéutica. Aunque el número de estudios clínicos requeridos para reutilizar estas drogas pareciera ser menor, el solicitante debe realizar ensayos clínicos con respecto de la eficacia (por ejemplo, para la nueva indicación) y, a veces también por seguridad (por ejemplo, cuando las dosis son superiores a las aprobadas para la indicación original). La carga financiera que recae sobre el solicitante,  excede el rango del millón de dólares.

## Origen Off label
El uso no autorizado de medicamentos (Off-label, en inglés) es la prescripción de un medicamento actualmente disponible para una indicación, población o en una forma de dosificación o una vía para la que no ha recibido la aprobación de la Administración de Alimentos y Medicamentos (FDA). Una vez que la FDA ha determinado que un medicamento es seguro y eficaz para el uso autorizado, existen pocas restricciones sobre cómo se puede prescribir, una política que ha creado una vía alternativa más barata para desarrollar nuevos medicamentos ya que el prescriptor y el paciente pueden aún beneficiarse de formulaciones comprobadas y evidencia de tolerabilidad al mismo tiempo que mitigan los costos y retrasos asociados con la identificación, síntesis y prueba de medicamentos. Con el tiempo se descubrieron accidentalmente muchos efectos Off-label de fármacos reutilizados según los hallazgos clínicos o epidemiológicos que sugieren que un efecto secundario podría ser útil para tratar una enfermedad distinta para lo que fue diseñado el fármaco originalmente.

### Enfermedades huérfanas o raras
Se conoce como enfermedades raras o huérfanas a padecimientos que afectan a un pequeño subconjunto de personas en una población. Se estima que hay más de 6000 enfermedades raras que afectan a millones de personas en todo el mundo. Aunque estos trastornos plantean colectivamente importantes problemas de atención médica, las compañías farmacéuticas requieren incentivos gubernamentales para desarrollar medicamentos para enfermedades raras debido a que representan un mercado individual extremadamente limitados.

## Aprovechamiento de la informática
El reposicionamiento de medicamentos asistido por computadora es una alternativa más barata y más rápida al descubrimiento tradicional de medicamentos que ofrece un lugar prometedor para la investigación de medicamentos huérfanos. La combinación basada en la estructura que encaje en puntos de unión de fármacos se encuentra entre las técnicas computacionales más prometedoras para informar de un reposicionamiento de fármacos.
Muchos casos de reposicionamiento de fármacos surgieron de la casualidad al descubrir efectos secundarios beneficiosos de los fármacos para pacientes en un régimen, sin embargo, están surgiendo numerosos esfuerzos para realizar la reutilización de fármacos deliberadamente con enfoques más sistemáticos. Los métodos computacionales de reposicionamiento de fármacos pueden nominar, de forma escalonada, medicamentos viejos ya aprobados para nuevas enfermedades, con un riesgo reducido de efectos secundarios imprevistos.
También las tecnologías de cultivo celular tridimensional (3D), que se asemejan más a los entornos de células in vivo, se están siguiendo ahora con intensidad, ya que se espera que admitan una mayor precisión en el descubrimiento de fármacos.

## Características
Un medicamento con miras a reposicionamiento puede cumplir con las siguientes características:
1. Puede estar aprobado actualmente para otro uso. Las sales de oro, empleadas en artritis reumatoide, están siendo investigadas para ser empleadas para combatir microorganismos; y en dermatología, para tratar el pénfigo y la artritis psoriásica.[11]
2. Puede haber sido retirado por efectos adversos dependiente o no de la dosis. La talidomida fue retirada del mercado por causar anomalías congénitas que causaron severos defectos de nacimiento en niños nacidos de mujeres a las que se les recetó este medicamento durante el embarazo. Unos años más tarde, sin embargo, la talidomida se reposicionó como tratamiento para una complicación de la lepra llamada eritema nudoso leproso.[12]
3. Puede haber sido no aprobado por no demostrar su eficacia.[8]

El proceso de reposicionamiento de medicamentos permite identificar nuevas oportunidades terapéuticas para los medicamentos existentes. Con el fin de eludir algunos de los procesos de descubrimiento de medicamentos más costosos, las empresas persiguen esta estrategia para aumentar su productividad mediante la reducción de los tiempos-calendario de descubrimiento y desarrollo. Esto disminuye el costo general de llevar el medicamento al mercado porque los perfiles de seguridad y farmacocinéticos de los candidatos reposicionados ya están establecidos y en la mayoría de los casos, los efectos secundarios y adversos reconocidos ya están registrados.

## Ejemplo de reposicionamientos actuales y posibles en el futuro
- Alopurinol. Originalmente, George Hitchings (1905–1998) y Gertrude Elion (1918–1999) (y colegas) buscaron en este fármaco un agente antineoplásico. No se le encontró acción antimetabólica, pero vieron que in vitro era un inhibidor de la enzima xantinooxidasa.[14]
- Amantadina. Registrada inicialmente como medicación contra la influenza, hoy  se usa sola o en combinación con L-DOPA en la enfermedad de Parkinson idiopática, otras formas de parkinsonismo, fluctuaciones motoras relacionadas, síndromes extrapiramidales inducidos por fármacos y discinesias.[15]
- Amodiaquina. En una investigación salió a relucir que este fármaco antipalúdico tiene actividad contra el virus del Zika, causante de la [Fiebre del Zika|fiebre homónima]], y se encontró que se dirige a los eventos tempranos del ciclo de replicación viral.[16]
- Antipsicóticos. Se ha propuesto el reposicionamiento de algunos fármacos antipsicóticos para ser empleados en terapias contra el cáncer.[17] Los antipsicóticos son intrigantes. Aunque se dirigen a los receptores de dopamina y serotonina en el cerebro, que están ausentes en las bacterias, se sabe que las fenotiazinas tienen efectos antibacterianos, casi todas las subclases de los antipsicóticos químicamente diversos exhibieron actividad anticomensal, según una investigación.[18]
- Auranofín. Es un fármaco antiartrítico oral. Se cree que activa la vía Nrf2, un sistema de defensa biológico contra el estrés oxidativo. La activación farmacológica de esta vía por el Auranofín es una terapia prometedora para las enfermedades relacionadas con el estrés oxidativo.[19]
- Aurotiomalato. Se está reconsiderando como fármaco candidato para el tratamiento del cáncer y para otras indicaciones terapéuticas dentro de un programa más general de reposicionamiento de medicamentos. Se reportó que el aurotiomalato manifiesta interesantes propiedades anticancerígenas.[20]
- Cisaprida. Un fármaco procinético[21] que mejora la motilidad gastrointestinal e incrementa el tono del esfínter inferior del esófago. Se probó en la proliferación de epimastigotes de Trypanosoma cruzi y mostró efectos inhibidores. Además, en ensayos de transporte se demostró que interfiere con la absorción de la putrescina en un modo específico lo que hace al fármaco útil en la terapia farmacológica para el tratamiento de la enfermedad de Chagas.[22]
- Clonidina. La clonidina fue sintetizada en 1962 como un descongestionante nasal, y posteriormente usada como antihipertensivo en 1972.[23]
- Disulfiram. Existe evidencia que demuestra la importancia de los ditiocarbamatos, especialmente el disulfiram, como medicamentos contra el cáncer. Se busca analizar los diferentes mecanismos de acción del disulfiram y sus contribuciones a la actividad anticancerígena de este fármaco.[24]
- Fenitoína. Este fármaco se estudia para muchos trastornos después de su indicación inicial para tratar la epilepsia (desde 1937). Su reposicionamiento en la depresión fue destacado por Jack Dreyfus en la década de 1970. Las innovaciones en el campo de la fenitoína todavía parecen ser posibles para una serie de indicaciones, tales como la cicatrización de heridas, el trastorno bipolar y la agresión y, a través de una formulación tópica, para el dolor neuropático.[25]
- Fexinidazole. Originalmente desarrollado a fines de la década de 1970 como un agente antiinfeccioso de amplio espectro, el fexinidazol es un profármaco de 5-nitroimidazol activado por NTR-1. Posteriormente fue seleccionado, entre otros 700 compuestos nitroheterocíclicos, para ser desarrollado por la Iniciativa Medicamentos para Enfermedades Olvidadas (DNDi, por sus siglas en inglés) como tratamiento para la enfermedad del sueño y la enfermedad de Chagas. A finales de 2022, se completó un ensayo clínico de fase II que evaluó su eficacia, seguridad y tolerabilidad en pacientes con infecciones crónicas asintomáticas.[26]
- Ivermectina. Fármaco usado como antiparasitario que, según evidencias in vitro e in vivo, demuestran que este agente ejerce efectos antitumorales en diferentes tipos de cáncer. Es importante destacar que las actividades antitumorales se logran en concentraciones que pueden ser clínicamente alcanzables con base en los estudios de farmacocinética realizados en pacientes humanos sanos y parasitados. Por lo tanto, la información existente sobre la ivermectina podría permitir su rápida transición a ensayos clínicos para pacientes con cáncer.[27]
- Ketanserina. La ketanserina es un antagonista selectivo de los receptores 5-HT (serotonina) que de antihipertensivo ahora se emplea como cicatrizante tópico.
- LY627-2K. Es un péptido que se dirigía a una indicación común (osteoporosis), pero se está proponiendo para una enfermedad rara (hipoparatiroidismo) mediante la explotación de un objetivo molecular compartido.[28]
- Niclosamida. Fármaco antihelmíntico que se ha utilizado principalmente durante más de 50 años para tratar las infecciones por céstodos. Ahora ha mostrado potencial en el tratamiento de la enfermedad de Parkinson, diabetes, infecciones virales y microbianas, así como varios cánceres.[29]
- Nimesulida. Este antiinflamatorio se está estudiando como inhibidor de la glucación de proteínas in vitro para futuras investigaciones como posible agente antidiabético.[30]
- Quarfloxina. Esta droga es una fluoroquinolona que se une a estructuras de cuádruple hélice del ADN (G-cuadruplex ADN). Se notó que tiene una tasa de muerte inicial rápida y es activa contra etapas replicativas del desarrollo dentro de las células sanguíneas por el Plasmodium falciparum, causante de la malaria.[31]
- Quinacrina. Fármaco antiprotozoico de uso común contra la malaria y la giardiasis, ha sido probado recientemente para reumatismos y enfermedades por priones. Además, varios informes sugieren efectos antitumorales.[32]
- Sulfamidocrisoidina. En 1908, el químico vienés Paul Gelmo preparó la sustancia sulfanilamida de la cual se sintetizó la sulfonamidocrisoidina que iba a emplearse como tinción. En 1932, el pátologo alemán Gerhard Domagk notó que la sustancia protegía a los ratones de prueba contra Streptococcus pyogenes. Ahí nació el Prontosil.[33]
- Talidomida. A fines de la década de 1950 y principios de la de 1960, la Talidomida se le prescribió a miles de mujeres embarazadas de todo el mundo para aliviar las náuseas matutinas. La droga causó defectos de nacimiento severos llamados focomelia.[34] Hoy se emplea, aunque la OMS desaprueba su uso, en pacientes con eritema nodoso leproso[35] y ha mostrado utilidad en la enfermedad de Jessner-Kanof (Infiltración linfocítica de la piel de Jessner-Kanof), donde la eficacia de la talidomida se ha demostrado en un único ensayo controlado con placebo.[36]